# Balon (isola)
Balon o Ballon (in croato: Balun) è un isolotto disabitato della Dalmazia settentrionale, in Croazia; si trova nel mare Adriatico a ovest dell'Incoronata e fa parte delle isole Incoronate. Amministrativamente fa parte del comune di Morter-Incoronate, nella regione di Sebenico e Tenin.

## Geografia

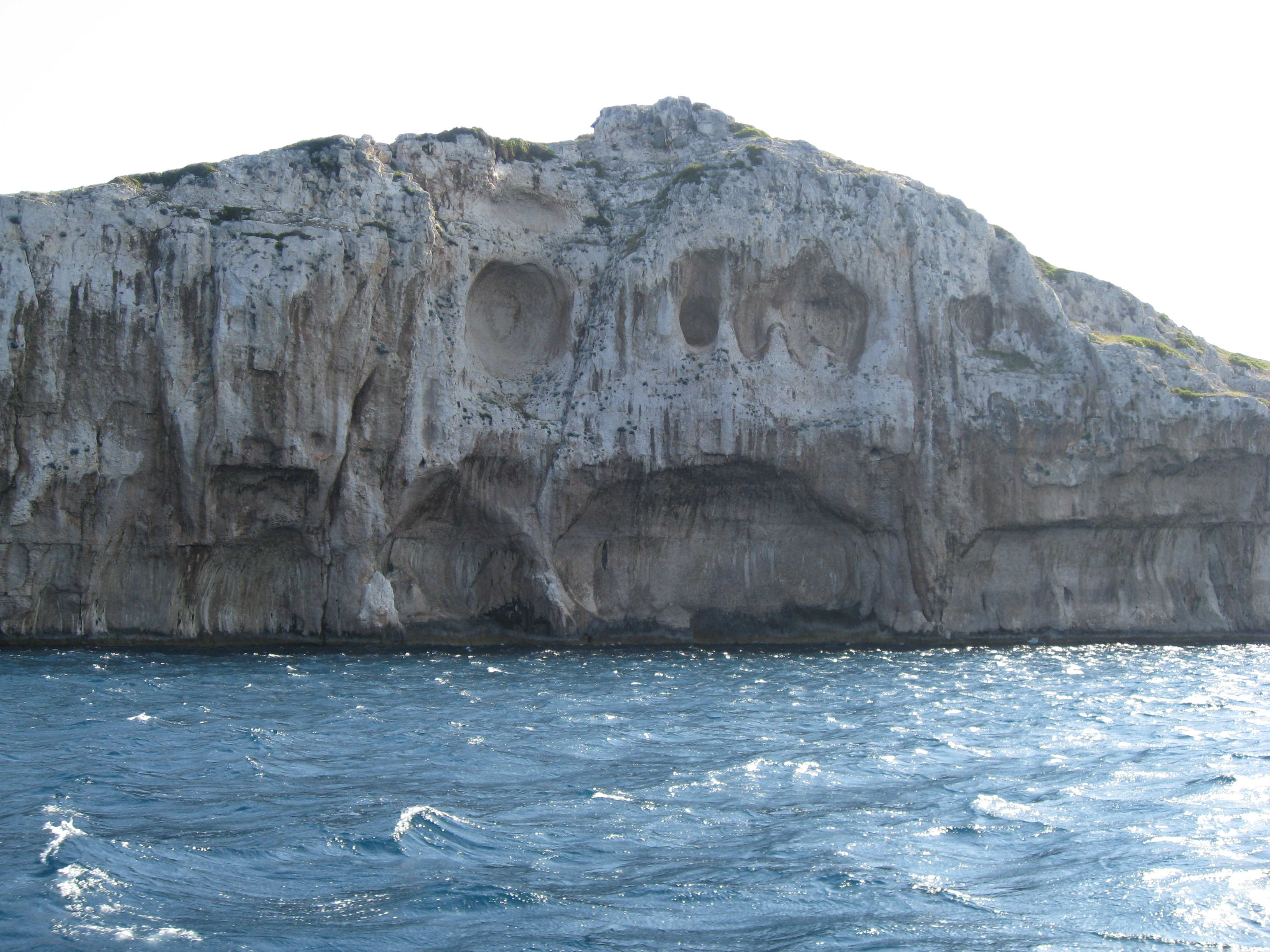
Il lato sud-ovest di Balon.

Balon si trova a sud di Boronigo, alla distanza minima di 170 m, e a nord-ovest di Mana, da cui dista 570 m circa. Il lato sud-ovest dell'isolotto, una ripida scogliera, si affaccia sul mare aperto. È un isolotto a forma di goccia rovesciata, lungo circa 340 m; ha una superficie di 0,052 km², uno sviluppo costiero di 0,92 km e un'altezza di 29 m.

### Isole adiacenti
- Boronigo (Borovnik), a nord.
- Pescine[4][5][7] o Plessina[6] (Plešćina o Plešćenica), lungo 550 m circa[2], ha una superficie di 0,042 km²[1], uno sviluppo costiero di 1,26 km[1] e un'altezza di 27 m[2]; si trova 1,1 km[2] a est di Balon 43°48′31″N 15°16′12″E.
- Mana, a sud-est.

### Cartografia
- (HR) Mappa topografica della Croazia 1:25000, su preglednik.arkod.hr. URL consultato il 28 ottobre 2017..
- G. Giani, Carta prospettiva delle Comuni censuarie della Dalmazia, foglio 5, 1839. Fondo Miscellanea cartografica catastale, Archivio di Stato di Trieste.
- Carta di cabottaggio del mare Adriatico, foglio VII, Milano, Istituto geografico militare, 1822-1824. URL consultato il 31 dicembre 2020 (archiviato dall'url originale il 13 aprile 2013).